# Cuerpo de números algebraicos
En matemática, un cuerpo de números algebraicos (o simplemente cuerpo numérico) F es una extensión de cuerpos finita (y también algebraica) de los números racionales Q. Así pues, F es un cuerpo que contiene Q y tiene dimensión finita cuando es considerado como un espacio vectorial sobre Q.
El estudio de los cuerpos de números algebraicos, y, más generalmente, de las extensiones algebraicas de los números racionales, es el tema central de la teoría de números algebraicos.

## Definición

### Prerrequisitos
La noción de cuerpo de los números algebraicos se basa en el concepto de un cuerpo. Los cuerpos consisten en un conjunto de elementos, junto con las cuatro operaciones principales, definidas como adición, substracción, multiplicación y división por elementos distintos de 0. Un ejemplo muy común de cuerpo es el cuerpo de los números racionales, comúnmente denotados por Q, junto con sus operaciones usuales de suma, etc.
Otra noción necesaria para definir los cuerpos de los números algebraicos es el de espacio vectorial. En la medida necesaria, los espacios vectoriales pueden ser considerados como secuencias (o tuplas) 
(x1, x2, ...)
cuyas partes constituyentes son elementos de un cuerpo fijado, como puede ser el cuerpo Q. Cualquier par de estas secuencias puede ser sumada mediante la suma de las partes constituyentes una a una. Además, cualquiera de estas secuencias puede ser multiplicada por un elemento c de un cuerpo fijado. Estas dos operaciones son conocidas como suma de vectores y multiplicación escalar satisfaciendo un número de propiedades que sirven para definir los espacios vectoriales abstractamente. Los espacios vectoriales también pueden ser de «dimensión infinita», o lo que es lo mismo, que las secuencias constituyentes de estos espacios vectoriales tienen longitud infinita. Sin embargo, si el espacio vectorial consiste en un grupo de secuencias finitas
(x1, x2, ..., xn),
el espacio vectorial se dice que tiene una dimensión finita, n.

### Definición
Un cuerpo de números algebraicos (o simplemente cuerpo numérico) es por definición un grado finito de extensión de cuerpos del cuerpo de los números racionales. este grado de extensión de Q es simplemente llamado como grado.

## Ejemplos
- El campo numérico más pequeño y básico es el campo {\displaystyle \mathbb {Q} } de los números racionales. Muchas propiedades de los campos numéricos generales se modelan a partir de las propiedades de {\displaystyle \mathbb {Q} }. Al mismo tiempo, muchas otras propiedades de los campos de números algebraicos son sustancialmente diferentes de las propiedades de los números racionales - un ejemplo notable es que el anillo de enteros algebraicos de un campo de números no es un dominio ideal principal, en general.
- Los  números racionales de Gauss, denotados {\displaystyle \mathbb {Q} (i)} (leídos como "{\displaystyle \mathbb {Q} } adjunto de {\displaystyle i}"), forman el primer ejemplo (históricamente) no trivial de un campo numérico. Sus elementos son elementos de la forma {\displaystyle a+bi} donde tanto a como b son números racionales e i es la unidad imaginaria. Tales expresiones pueden sumarse, restarse y multiplicarse según las reglas aritméticas usuales y luego simplificarse usando la identidad {\displaystyle i^{2}=-1.} Explícitamente,

{\displaystyle {\begin{matrix}(a+bi)+(c+di)&=&(a+c)+(b+d)i\\(a+bi)\cdot (c+di)&=&(ac-bd)+(ad+bc)i\end{matrix}}}
Los números racionales gaussianos distintos de cero son  invertibles, lo que se deduce de la identidad {\displaystyle (a+bi)\left({\frac {a}{a^{2}+b^{2}}}-{\frac {b}{a^{2}+b^{2}}}i\right)={\frac {(a+bi)(a-bi)}{a^{2}+b^{2}}}=1.} De ello se deduce que los racionales de Gauss forman un campo numérico que es bidimensional como un espacio vectorial sobre {\displaystyle \mathbb {Q} }.
- En términos más generales, para cualquier número entero {\displaystyle d}, el campo cuadrático... {\displaystyle \mathbb {Q} ({\sqrt {d}})} es un campo numérico que se obtiene uniendo la raíz cuadrada de {\displaystyle d} al campo de los números racionales. Las operaciones aritméticas en este campo se definen por analogía con el caso de los números racionales gaussianos, {\displaystyle d=-1}.
- El campo ciclotómico {\displaystyle \mathbb {Q} (\zeta _{n}),}donde {\displaystyle \zeta _{n}=\exp {2\pi i/n}} es un campo numérico obtenido a partir de {\displaystyle \mathbb {Q} } uniendo una {\displaystyle n}ésima raíz de la unidad primitiva {\displaystyle \zeta _{n}}. Este campo contiene todas las raíces complejas n de la unidad y su dimensión sobre {\displaystyle \mathbb {Q} } es igual a {\displaystyle \varphi (n)}, donde {\displaystyle \varphi } es la función φ de Euler.

No-Ejemplos
- Los números realess, {\displaystyle \mathbb {R} }, y los números complejoss, {\displaystyle \mathbb {C} }, son campos que tienen dimensión infinita como espacios vectoriales {\displaystyle \mathbb {Q} }, por lo tanto, no son campos numéricos. Esto se deduce de la incontabilidad de {\displaystyle \mathbb {R} } y {\displaystyle \mathbb {C} } como conjuntos, mientras que todo campo numérico es necesariamente  contable.
- El conjunto {\displaystyle \mathbb {Q} ^{2}} de pares ordenadoss de números racionales, con la suma y multiplicación por entradas, es un álgebra conmutativa bidimensional sobre {\displaystyle \mathbb {Q} }. Sin embargo, no es un campo, ya que tiene divisor de cero: {\displaystyle (1,0)\cdot (0,1)=(1\cdot 0,0\cdot 1)=(0,0)}

## Algebraicidad y anillo de enteros
Generalmente, en álgebra abstracta, una extensión de campo {\displaystyle K/L} es algebraico si cada elemento {\displaystyle f} del campo mayor {\displaystyle K} es el cero de un polinomio con coeficientes {\displaystyle e_{0},\ldots ,e_{m}} en {\displaystyle L}:.
{\displaystyle p(f)=e_{m}f^{m}+e_{m-1}f^{m-1}+\cdots +e_{1}f+e_{0}=0}
Toda extensión de campo de grado finito es algebraica. (Prueba: para {\displaystyle x} en {\displaystyle K}, basta considerar {\displaystyle 1,x,x^{2},x^{3},\ldots } - obtenemos una dependencia lineal, es decir, un polinomio del que {\displaystyle x} es raíz). En particular, esto se aplica a los campos de números algebraicos, por lo que cualquier elemento {\displaystyle f} de un campo de números algebraicos {\displaystyle K} se puede escribir como un cero de un polinomio con coeficientes racionales. Por lo tanto, los elementos de {\displaystyle K} también se denominan números algebraicos. Dado un polinomio {\displaystyle p} tal que {\displaystyle p(f)=0}, puede ordenarse de forma que el coeficiente principal {\displaystyle e_{m}} sea uno, dividiendo todos los coeficientes por él, si es necesario. Un polinomio con esta propiedad se conoce como polinomio mónico. En general tendrá coeficientes racionales. 
Sin embargo, si sus coeficientes son todos enteros, {\displaystyle f} se denomina entero algebraico'. 
Cualquier entero (habitual) {\displaystyle z\in \mathbb {Z} } es un entero algebraico, ya que es el cero del polinomio lineal mónico:
{\displaystyle p(t)=t-z}.
Se puede demostrar que cualquier entero algebraico que sea también un número racional debe ser en realidad un número entero, de ahí el nombre de "entero algebraico". Utilizando de nuevo el álgebra abstracta, concretamente la noción de módulo finitamente generado, se puede demostrar que la suma y el producto de dos enteros algebraicos cualesquiera sigue siendo un entero algebraico.  Se deduce que los enteros algebraicos en {\displaystyle K} forman un anillo denotado {\displaystyle {\mathcal {O}}_{K}} llamado el anillo de los números enteros de {\displaystyle K}. Es un subanillo de (es decir, un anillo contenido en) {\displaystyle K}. Un campo no contiene  divisores cero y esta propiedad la hereda cualquier subanillo, por lo que el anillo de enteros de {\displaystyle K} es un dominio de integridad. El campo {\displaystyle K} es el cuerpo de fracciones del dominio integral {\displaystyle {\mathcal {O}}_{K}}..  De esta forma se puede ir y venir entre el campo de números algebraicos {\displaystyle K} y su anillo de enteros {\displaystyle {\mathcal {O}}_{K}}. Los anillos de enteros algebraicos tienen tres propiedades distintivas: en primer lugar, {\displaystyle {\mathcal {O}}_{K}} es un dominio integral que es integralmente cerrado en su campo de fracciones {\displaystyle K}.. En segundo lugar, {\displaystyle {\mathcal {O}}_{K}} es un anillo noetheriano. Por último, cada ideal primo no nulo de {\displaystyle {\mathcal {O}}_{K}} es maximal o, equivalentemente, la dimensión de Krull de este anillo es uno. Un anillo conmutativo abstracto con estas tres propiedades se denomina dominio de Dedekind, en honor de Richard Dedekind, que emprendió un profundo estudio de los anillos de enteros algebraicos.

### Factorización única
Para Dominio de Dedekind general, en particular anillos de enteros, existe una factorización única de ideales en un producto de  ideales primos. Por ejemplo, el ideal {\displaystyle (6)} en el anillo {\displaystyle \mathbf {Z} [{\sqrt {-5}}]} de enteros cuadráticos factores en ideales primos como
{\displaystyle (6)=(2,1+{\sqrt {-5}})(2,1-{\sqrt {-5}})(3,1+{\sqrt {-5}})(3,1-{\sqrt {-5}})}.
Sin embargo, a diferencia de {\displaystyle \mathbf {Z} } como anillo de enteros de {\displaystyle \mathbf {Q} }, el anillo de enteros de una extensión propia de {\displaystyle \mathbf {Q} } no necesita admitir factorización única de números en un producto de números primos o, más precisamente,  elementos primos. Esto ocurre ya para  enteros cuadráticos, por ejemplo en {\displaystyle {\mathcal {O}}_{\mathbf {Q} ({\sqrt {-5}})}=\mathbf {Z} [{\sqrt {-5}}]}, falla la unicidad de la factorización:
{\displaystyle 6=2\cdot 3=(1+{\sqrt {-5}})\cdot (1-{\sqrt {-5}})}.
Usando la norma se puede demostrar que estas dos factorizaciones son en realidad no equivalentes en el sentido de que los factores no sólo difieren en una unidad en {\displaystyle {\mathcal {O}}_{\mathbf {Q} ({\sqrt {-5}})}}. Los  dominios euclidianos son dominios de factorización única; por ejemplo {\displaystyle \mathbf {Z} [i]}, el anillo de  enteros de Gauss, y {\displaystyle \mathbf {Z} [\omega ]}, el anillo de  enteros de Eisenstein, donde {\displaystyle \omega } es una raíz cúbica de la unidad (desigual a 1), tienen esta propiedad.

### Objetos analíticos: funciones ζ, funcionesLy fórmula del número de clase
El fracaso de la factorización única se mide por el número de clase, comúnmente denotado h, la cardinalidad del llamado grupo de clase ideal. Este grupo es siempre finito. El anillo de enteros {\displaystyle {\mathcal {O}}_{K}} posee factorización única si y sólo si es un anillo principal o, equivalentemente, si {\displaystyle K} tiene número de clase 1. Dado un campo numérico, el número de clase es a menudo difícil de calcular. El problema del número de clase, que se remonta a Gauss, se ocupa de la existencia de campos numéricos cuadráticos imaginarios (es decir, {\displaystyle \mathbf {Q} {\sqrt {-d}},d\geq 1}) con número de clase prescrito. La fórmula del número de clase relaciona h con otros invariantes fundamentales de {\displaystyle K}. Implica la función zeta de Dedekind ζ{\displaystyle K}(s), una función en una variable compleja s, definida por
{\displaystyle \zeta _{K}(s):=\prod _{\mathfrak {p}}{\frac {1}{1-N({\mathfrak {p}})^{-s}}}.}
El producto es sobre todos los ideales primos de {\displaystyle {\mathcal {O}}_{K}},. {\displaystyle N({\mathfrak {p}})} denota la norma del ideal primo o, equivalentemente, el número (finito) de elementos en el campo de residuos. {\displaystyle {\mathcal {O}}_{K}/{\mathfrak {p}}}. El producto infinito converge sólo para Re(s) > 1, en general la continuación analítica y la ecuación funcional para la función zeta son necesarias para definir la función para todos los s).
La función zeta de Dedekind generaliza la función zeta de Riemann en que
ζ{\displaystyle \mathbb {Q} }(s) = ζ(s).
La fórmula del número de clase establece que ζ{\displaystyle K}(s) tiene un  polo simple en s = 1 y en este punto el residuo viene dado por
{\displaystyle {\frac {2^{r_{1}}\cdot (2\pi )^{r_{2}}\cdot h\cdot \operatorname {Reg} }{w\cdot {\sqrt {|D|}}}}.}
Aquí r1 y r2 denotan clásicamente el número de incrustaciones reales y pares de incrustaciones complejas de {\displaystyle K}, respectivamente. Además, Reg es el regulador de {\displaystyle K}, w el número de raíces de la unidad en {\displaystyle K} y D es el discriminante de {\displaystyle K}.
Las funciones L de Dirichlets {\displaystyle L(\chi ,s)} son una variante más refinada de {\displaystyle \zeta (s)}. Ambos tipos de funciones codifican el comportamiento aritmético de {\displaystyle \mathbb {Q} } y {\displaystyle K}, respectivamente. Por ejemplo, Teorema de Dirichlet afirma que en cualquier progresión aritmética
{\displaystyle a,a+m,a+2m,\ldots }
con coprimo {\displaystyle a} y {\displaystyle m}, hay infinitos números primos. Este teorema está implícito en el hecho de que la función {\displaystyle L} de Dirichlet es distinta de cero en {\displaystyle s=1}. Utilizando técnicas mucho más avanzadas que incluyen la teoría K algebraica y las medidas de Tamagawas, la teoría moderna de números se ocupa de una descripción, aunque en gran medida conjetural (véase conjetura del número de Tamagawa), de valores de función Ls más generales.

## Bases para campos numéricos

### Base integral
Una  base integral para un campo numérico {\displaystyle K} de grado {\displaystyle n} es un conjunto
B = {b1, …, bn}
de n enteros algebraicos en {\displaystyle K} tal que cada elemento del anillo de enteros 
{\displaystyle {\mathcal {O}}_{K}} de {\displaystyle K} puede escribirse unívocamente como una combinación lineal Z de elementos de B; es decir, para cualquier x en {\displaystyle {\mathcal {O}}_{K}} tenemos
x = m1b1 + ⋯ + mnbn,
donde mi son enteros (ordinarios). También se da el caso de que cualquier elemento de {\displaystyle K} puede escribirse unívocamente como
m1b1 + ⋯ + mnbn,
donde ahora los mi son números racionales. Los enteros algebraicos de {\displaystyle K} son entonces precisamente aquellos elementos de {\displaystyle K} donde los mi son todos enteros.
Trabajando localmente y usando herramientas como el  mapa de Frobenius, siempre es posible calcular explícitamente tal base, y ahora es estándar que los  sistemas de álgebra computacional tengan programas incorporados para hacerlo.

### Base de potencia
Sea {\displaystyle K} un campo numérico de grado {\displaystyle n}.. Entre todas las bases posibles de {\displaystyle K} (visto como un espacio vectorial {\displaystyle \mathbb {Q} }), existen unas particulares conocidas como  bases de potencia, que son bases de la forma
{\displaystyle B_{x}=\{1,x,x^{2},\ldots ,x^{n-1}\}}
para algún elemento  Por el teorema del elemento primitivo, existe tal {\displaystyle x}, llamado elemento primitivo. Si {\displaystyle x} se puede elegir en {\displaystyle {\mathcal {O}}_{K}} y tal que {\displaystyle B_{x}} es una base de {\displaystyle {\mathcal {O}}_{K}} como un módulo libre Z, entonces {\displaystyle B_{x}} se llama una base integral de potencia, y el campo {\displaystyle K} se llama #Teorema del elemento primitivoun campo monogénico. Un ejemplo de un campo numérico que no es monogénico fue dado por primera vez por Dedekind. Su ejemplo es el campo que se obtiene al adosar una raíz del polinomio
{\displaystyle x^{3}-x^{2}-2x-8.}